# マジで世界変えちゃう5秒前
「マジで世界変えちゃう5秒前」（まじでせかいかえちゃうごびょうまえ）は、日本のミクスチャーロックバンド・ORANGE RANGEの通算23枚目のシングル。

## 概要
- リリースとしては前作『三線Punk』以来8か月ぶりであり、CDシングルとしては2013年にリリースされた「オボロナアゲハ/もしも」以来、約12年ぶりとなる。
- 今作より約15年ぶりにソニー・ミュージックエンタテインメントのソニー・ミュージックレコーズへの復帰を公表。同レコード会社からのシングルリリースは2009年7月にリリースされた『瞳の先に』以来となる[1]。
- 完全生産限定盤仕様。付属のBlu-rayにはテレビアニメ「『戦隊大失格』2nd season」のノンクレジットオープニングムービーと、ホールツアー「ORANGE RANGE LIVE TOUR 024-025 ～タコス DE ピタゴラス～」より1月に東京・NHKホールで開催された最終公演の模様を収録。

## 収録曲
- 作詞・作曲：ORANGE RANGE

### CD
1. マジで世界変えちゃう5秒前
テレビアニメ「『戦隊大失格』2nd season」オープニングテーマとして書き下ろされた楽曲。
発売前となる2025年4月23日に先行配信。
2. マジで世界変えちゃう5秒前 -TV size-
3. マジで世界変えちゃう5秒前 -Instrumental-

### Blu-ray
1. TVアニメ『戦隊大失格』ノンクレジットOPムービー
2. ORANGE RANGE LIVE TOUR 024-025 〜タコス DE ピタゴラス〜＠NHKホール